# Crackerbox Palace
Crackerbox Palace ist ein Lied von George Harrison, das dieser 1976 für sein Soloalbum Thirty Three & 1/3 aufnahm und das im Februar 1977 als Single A-Seite ausgekoppelt wurde.

## Hintergrund

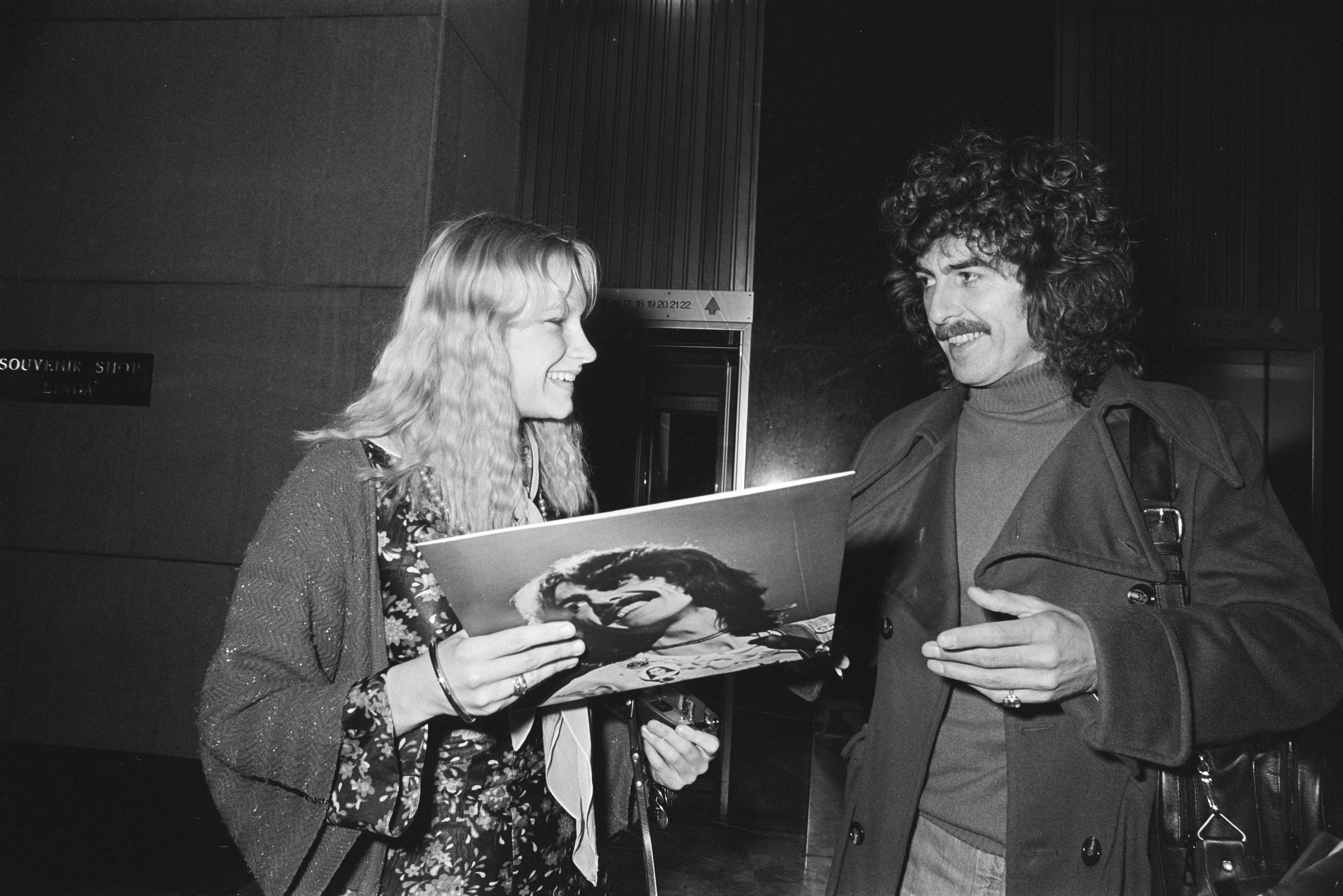
George Harrison vor dem Hilton Hotel Amsterdam, Februar 1977

Der Song Crackerbox Palace wurde von dem Haus des verstorbenen Komikers Lord Buckley in Los Angeles inspiriert, den Harrison mehrere Jahre lang bewundert hatte.
George Harrison schrieb in seinem Buch I Me Mine über das Lied: „Ich war 1975 in Cannes, um am Midem Music Festival teilzunehmen, und ich traf einen Mann, sprach mit ihm und sagte: "Ich weiß nicht, ob das eine Beleidigung oder ein Kompliment ist, aber Sie erinnern mich an Lord Buckley." Er sagte: 'Ich habe ihn achtzehn Jahre lang gemanagt', was ein unglaublicher Zufall war. Lord Buckley war ein angesagter Komiker. Er war die ganze Zeit sehr 'up' und er war in den sechziger Jahren sehr wichtig für mich. Ich sprach also mit diesem Typen, George Greif, in Frankreich, über Lord Buckley, und er sagte, Buckley lebte in einem alten, heruntergekommenen Haus in Los Angeles, das er "Crackerbox Palace" nannte. Ich dachte mir 'Ah, das klingt wie ein Lied' und schrieb es auf eine Zigarettenschachtel. Ich kam nach Hause und schrieb den Song.“
Das Lied enthält auch eine Anspielung auf Greif in der Textzeile: "I met a Mr. Greif". Der Anfang des Liedes beginnt humorvoll: „Ich war so jung, als ich geboren wurde. Meine Augen konnten noch nicht sehen. Jemand hielt mich, sie sagten, ich heiße dich im Crackerbox Palace willkommen.“ Weiterhin enthält der Text auch einen philosophischen Teil: „Einige Zeiten sind gut, manche Zeiten sind schlecht. Das ist alles ein Teil des Lebens“ sowie einen religiösen Teil: „Wisse, dass der Herr gut und in dir ist.“
George Harrison sagte im Februar 1979 im Nachhinein über Crackerbox Palace, dass er versucht hatte ein Lied mit Reggae-Feeling zu produzieren, was sich aber als schwieriger als gedacht herausstellte.

## Aufnahme
Die Aufnahmen für Crackerbox Palace fanden zwischen Mai und September 1976 in George Harrisons eigenem Friars Park Studio, Henley on Thames (F.P.S.H.O.T.), Oxfordshire statt. Ausführender Produzenten des Liedes war George Harrison und Tom Scott. Toningenieure waren Hank Cicalo, Kumar Shankar und Philipp McDonald.
Besetzung:
- George Harrison: Gesang, E-Gitarre, Akustikgitarre, Synthesizer, Händeklatschen
- Tom Scott: Saxophon, Lyricon
- Richard Tee: E-Piano
- Emil Richards: Marimba
- Willie Weeks: Bassgitarre
- Alvin Taylor: Schlagzeug

## Musikvideo
Zeitgleich zum Erscheinen von Crackerbox Palace wurde ein Musikvideo veröffentlicht. Eric Idle von Monty Python führte Regie bei dem Video für Crackerbox Palace auf und um das Gelände von Harrisons Friar Park Villa. Die Kulisse ließ viele glauben, dass der Titel Harrisons Bezeichnung für sein eigenes Zuhause war. In dem Video waren Harrison, seine zukünftige Frau Olivia Arias, Neil Innes, Eric Idle und eine Reihe anderer Freunde zu sehen. Es wurde erstmals zusammen mit dem Video zu "This Song" in der Folge von Saturday Night Live vom 20. November 1976 gezeigt, in der Harrison als musikalischer Gast auftrat.

## Veröffentlichung
- Am 19. November 1976 erschien in Großbritannien und am 22. November in den USA das Album Thirty Three & 1/3 auf dem sich auch Crackerbox Palace befindet.
- Am 24. Januar 1977 erschien in den USA die Single Crackerbox Palace / Learning How to Love You.[3] Die Promotionsingle Crackerbox Palace wurden in den USA wie folgt veröffentlicht: Auf der A-Seite befindet sich die Stereoversion und auf der B-Seite die Monoversion der A-Seite der Kaufsingle.[4] Es ist die zweite Singleauskopplung aus dem Album Thirty Three & 1/3 in den USA.
- In Deutschland erschien als zweite Single im April 1977 Crackerbox Palace / True Love.[5] In Großbritannien wurde Crackerbox Palace nicht als Single veröffentlicht, stattdessen True Love.

## Chartplatzierungen
Die Single erreicht Platz 19 der US-amerikanischen Single-Charts.

## Coverversionen
Es gibt mindestens vier Coverversionen von Crackerbox Palace.